# Ostrea equestris
Ostrea equestris is een tweekleppigensoort uit de familie van de Ostreidae. De wetenschappelijke naam van de soort werd in 1834 voor het eerst geldig gepubliceerd door Thomas Say.
Rechter en linker klep van hetzelfde exemplaar:

Rechter klep
Linker klep